# Agapostemon semimelleus
Agapostemon semimelleus är en biart som beskrevs av Cockerell 1900. Agapostemon semimelleus ingår i släktet Agapostemon och familjen vägbin. Inga underarter finns listade i Catalogue of Life.